# Mieczysław Jus
Mieczysław Jus (ur. 8 czerwca 1893 w Końskiem, zm. 18 lipca 1945 we Włoszech) – kapitan piechoty Wojska Polskiego II RP, major Polskich Sił Zbrojnych na Zachodzie, kawaler Orderu Virtuti Militari.

## Życiorys
Mieczysław Jus urodził się 8 czerwca 1893 w Końskiem. Był synem Karola Jusa (przed 1901 ekonom, około 1906 rządca w Dydni, przed 1914 prywatny oficjalista, zm. 1 stycznia 1918 w wieku 75 lat) i Magdaleny z domu Długosz (zm. 14 czerwca 1921 w wieku 65 lat) . Miał siostrę Karolinę (tuż przed 1939 owdowiała, matka siedmiorga dzieci – pięciu synów i dwóch córek) oraz braci: Ludwika (ur. 1884), Augusta (ur. 1886), Józefa (ur. 1888), Konstantego (ur. 1889), Bolesława (1900-1944), którzy także byli uczniami sanockiego gimnazjum. August był oficerem C. K. Armii, a Ludwik i Bolesław również zostali oficerami Wojska Polskiego.  
W 1914 jako prywatysta ukończył VIII klasę Gimnazjum Męskiego w Sanoku bez zdania egzaminu dojrzałości (w jego klasie byli Wiktor Boczar, Aleksander Kolasiński, Stanisław Kosina, Stanisław Kurek, Franciszek Löwy, Tadeusz Piech, Edmund Słuszkiewicz).
W czerwcu 1914 został wcielony do C. K. Armii. Początkowo służył przez kilka miesięcy w szeregach 95 pułku piechoty. Po kilku miesięcach został przydzielony do 10 pułku piechoty w Sanoku i przeszedł tam naukę w szkole podoficerskiej i oficerskiej. Podczas I wojny światowej w sierpniu 1915 został skierowany na front w randze aspiranta oficerskiego i służył jako oficer liniowy. Walczył na frontach galicyjskim, rumuńskim i włoskim do maja 1918. Został mianowany na stopień podporucznika rezerwy piechoty z dniem 1 listopada 1917. Do 1918 pozostawał przydzielony do 10 pułku piechoty. W maju 1918 z powodu zachorowania na tyfus trafił na leczenie, po czym został skierowany do batalionu zapasowego w Nowym Sączu, w składzie którego był do końca wojny. Na służbie w armii austriackiej formalnie pozostawał do 11 listopada 1918.
Dekretem Naczelnego Wodza Wojsk Polskich z 7 maja 1919 jako były żołnierz armii austro-węgierskiej został przyjęty do Wojska Polskiego z zatwierdzeniem posiadanego stopnia podporucznika ze starszeństwem od 1 listopada 1917 i z zaliczeniem do I Rezerwy Armii, z jednoczesnym powołaniem do służby czynnej na czas wojny aż do demobilizacji. Następczym rozkazem Ministra Spraw Wewnętrznych otrzymał przydział do 10 pułku piechoty z dniem 28 lutego 1919. Jako były oficer armii austriackiej został zweryfikowany w stopniu porucznika. Brał udział w wojnie polsko-ukraińskiej na obszarze Małopolski Wschodniej na stanowisku dowódcy kompanii karabinów maszynowych. Walczył w szeregach formowanego w Przemyślu 10 pułku piechoty, potem przemianowanego na 37 pułk piechoty, w składzie którego uczestniczył potem w wojnie polsko-bolszewickiej jako dowódca III batalionu. W jej trakcie został awansowany na stopień kapitana piechoty ze starszeństwem z dniem 1 czerwca 1919. Według innej wersji w czerwcu 1920 w stopniu porucznika dowodził III batalionem w zwycięskich walkach nad Berezyną, wykazując się męstwem. Na dwa dni przed zawieszeniem broni (zawarte 12 października 1920) został wzięty przez wroga do niewoli, z której powrócił w maju 1921. Za swoje czyny wojenne otrzymał Order Virtuti Militari. Doceniono, że w czerwcu 1920 odbył na czele III batalionu 37 p.p. forsowny 33-kilometrowy marsz, po czym zdobył wieś Kamieniec Litewski, a po rozkazie wycofania się i wobec odcięcia drogi odwrotu przez przybyłe siły bolszewickie, które zajęły wieś Rasznie, dokonał przebicia się przez stanowiska wroga, tym samym ocalając swój batalion.
Od czasu powrotu z niewoli pełnił funkcję dowódcy III batalionu w 37 pułku piechoty w Łęczycy. Stamtąd w 1922 został przeniesiony na stanowisko dowódcy III batalionu 77 pułku piechoty w Nowej Wilejce, a potem w Lidzie (według stanu z 1923 w charakterze p.o.). Wyrokiem Sądu Honorowego z 15 kwietnia 1924 został wykluczony z korpusu oficerskiego. Orzeczeniem Sądu Honorowego z 30 grudnia 1931 został zrehabilitowany, przywrócony w stopniu kapitana kapitana zawodowego piechoty z pierwotnie nadanym starszeństwem i przynależnością macierzystą do 79 pułku piechoty ze Słonimia i z równoczesnym oddaniem do dyspozycji dowódcy DOK IX. W tym charakterze pozostawał w 1934 jako oficer przeniesiony w stan spoczynku był przydzielony do Oficerskiej Kadry Okręgowej nr X jako oficer przewidziany do użycia w czasie wojny i pozostawał wówczas w ewidencji Powiatowej Komendy Uzupełnień Sanok.
W latach 30. był związany z Leskiem. W 1932 był tam zatrudniony w Związku Strzeleckim. Zamieszkiwał wtedy w pobliskim Myczkowie. Wówczas w życiu prywatnym był kawalerem.
Podczas II wojny światowej był oficerem Polskich Sił Zbrojnych na Zachodzie w stopniu majora. Zmarł 18 lipca 1945. Został pochowany na cmentarzu polskim w Casamassima (miejsce 1-D-1; ekshumowany).

## Odznaczenia
- Krzyż Srebrny Orderu Virtuti Militari nr 3682 (1921)[38][29]
- Srebrny Krzyż Zasługi (1938)[34]
- Krzyż Wojskowy Karola – Austro-Węgry (przed 1918)[21]